# Пліній Молодший

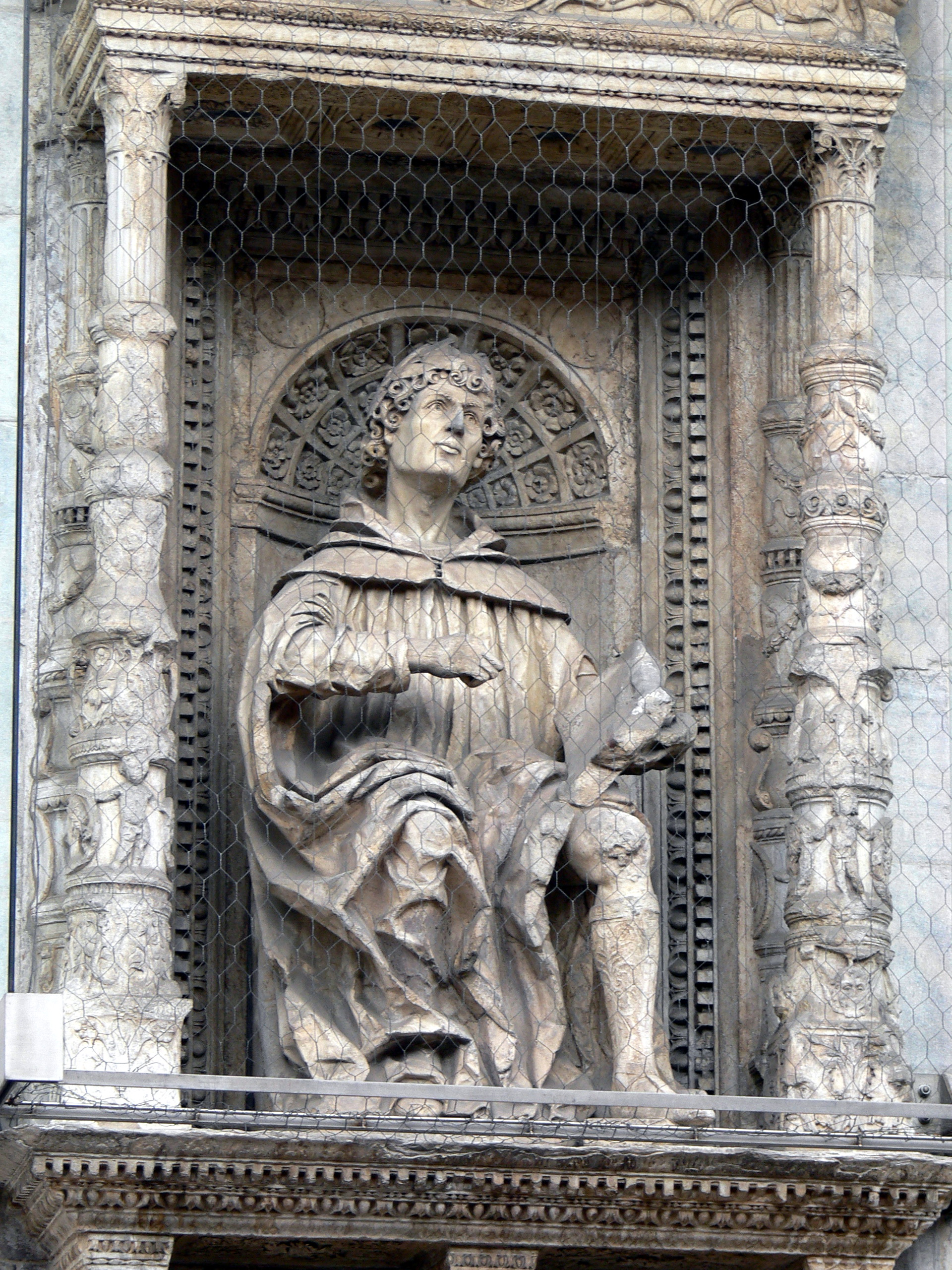
Будинок Санта-Марія Маджоре в Комо.Статуя Плінія Молодшого Томмазо і Хакобо Родарі

Гай Плі́ній Цеци́лій Се́кунд (лат. Gaius Plinius Caecilius Secundus; 62 — близько 114) — давньоримський політичний діяч, консул-суффект 100 року, письменник, адвокат. Племінник і усиновлений Плінія Старшого. Коли Пліній Старший загинув під час виверження вулкана Везувій в 79 році, Гай Цецилій як спадкоємець змінив своє ім'я на Гай Пліній Цецилій Секунд.

## Біографія
Народився в 62 році в Новому Комо (Novum Comum) (зараз це в Ломбардії) і помер близько 114 року ймовірно у Віфінії. Гай Цецилій походив з багатої сім'ї вершників, що дало йому можливість планомірно проходити «corpus honorum». По смерті батька він завдяки своїй матері і її новому чоловікові отримав прекрасну освіту. З ранньої молодості був підготовлений до наукових занять і вихований найкращими вчителями свого часу. Після кількох поетичних спроб він присвятив себе з великою охотою вивченню ораторського мистецтва, в якому намагався прославитися, наслідуючи Цицерона. Риторики Пліній навчався у Квінтиліана, автора знаменитої праці «Дванадцять книг риторичних настанов». Він швидко відзначився як талановитий оратор.
У 80 році Пліній Молодший вперше спробував себе на громадській ниві, виступивши як адвокат у суді децемвірів у цивільних справах, де блискуче виграв справу. Через рік молодий адвокат був уже в числі 10 членів колегії децемвірів (лат. Decemviri litibus judicandis), яка очолювала Суд центумвірів. Це поклало початок cursus honorum — кар'єрі Плінія Молодшого. В 82 році він став військовим трибуном в III гальському легіоні, що стояв в Сирії, де знаходилася військова база для боротьбі проти Парфії. Після закінчення військового трибунату, на зворотному шляху до Італії, Пліній відвідав кілька знаменитих міст Греції. Повернувшись до Риму, Пліній за підтримки імператора Доміціана зайняв спочатку посаду квестора, увійшовши одночасно в римський Сенат, а пізніше, 92 році, посаду народного трибуна. У 93 році, знову ж таки за підтримки імператора, Пліній став претором, зайнявши одну з вищих посад в римській ієрархії.
18 вересня 96 року Доміціан загинув в результаті змови, а новим імператором Сенат вибрав Нерву. Він призначив Плінія зберігачем державної скарбниці в храмі Сатурна у 98 році. Тоді ж Пліній спробував захистити репутацію Доміціана, звинувативши у численних стратах за його правління тих, хто доносив на римських громадян, і вимагаючи їхнього покарання. Але консул-суффект Квінт Фабій Постумін не дав цього зробити.
Під час м'якого правління Траяна брав участь як у державних справах, наскільки в часи імператорів ця участь була можлива, так і у вчених заняттях того часу і незабаром досяг вищих почестей і посад. Він не тільки був у близьких стосунках з усіма видатними людьми свого часу, але заслужив також особливу довіру імператора Траяна; впливом, який він мав внаслідок цього, так само, як і досить значним своїм станом, він користувався, допомагаючи друзям, підтримуючи літературні інтереси і сприяючи благодійності.
У 100 році його було обрано консулом, а з 111 року управляв як проконсул провінцією Віфінією. Навіть досягши вищих посад не полишив адвокатської праці. У 100 та 101 роках захищав у суді інтереси мешканців провінцій Африка та Беттіка перед зловживаннями проконсулів.

## Літературна спадщина
Літературну спадщину Плінія Молодшого складають його «Листи» в 10 книгах і всього лише одна з численних, виголошених у Сенаті та судах промов — «Панегірик Траяну». Але не збереглося жодного з його поетичних творів, яким він приділяв багато часу, а також його трагедія грецькою мовою. Його листи з самого початку писалися для широкого кола читачів і призначалися для публікації.
Особливий інтерес надають його листам наочні описи суспільства, літератури та суспільного життя, особливо ж його докладні звіти про судові справи, в яких він брав участь як адвокат (2, 11. 3, 4. 9. 4, 9. 5, 20), і про публічні читання письменників (1, 13. 2, 19. 3, 18. 7, 17), так само як прекрасний опис його дружніх стосунків і його занять. Особливо заслуговує на увагу опис виверження Везувію (6, 16. 20), свідком якого він був і під час якого загинув Пліній Старший, а також опис його маєтків (2, 17. 5. 6). Пліній Молодший не тільки описав внутрішнє та зовнішнє оздоблення своїх вілл, але й виклав ті проблеми, з якими стикався під час ведення свого господарства, а також розповів про свої наміри щодо купівлі нових маєтків і про перебудову вілл. У листах Плінія Молодшого відтворено реальну картину розвитку сільського господарства і соціально-економічних відносин та їх зміни, з якими довелося зіткнутися людям його часу.
Книга X містить 121 лист, написаних Плінієм до Траяна під час керування провінцією Віфінія у 111–113 роках, з декількома відповідями імператора.
«Панегірик Траяну» — це вдячна промова, виголошена в Сенаті 1 вересня 100 року з приводу вступу автора на посаду консула. Згодом ця промова була значно перероблена, розширена і перетворилася на самостійний твір. Головна тема «Панегірика» — порівняння деспотичного правління імператора Доміціана з освіченим і ліберальним управлінням державою при Траяні. Пліній вихваляв нового імператора. Він говорив з імператором як римський громадянин, закликаючи його відновити значення Сенату.

## Український переклад
- Пліній Молодший. Вибрані листи / Пер. з лат. і передм. А. О. Содомори. — 184 с. — 1500 прим. — ISBN 978-617-629-407-8.